# Air Force (film)
Air Force is een Amerikaanse oorlogsfilm uit 1943 onder regie van Howard Hawks.

## Verhaal
De bemanning van een B17-bommenwerper raakt tijdens een oefening betrokken bij de Japanse aanval op Pearl Harbor. Wanneer hun kapitein sterft, zinnen de mannen op wraak. Als ze een Japans vlooteskader in het vizier krijgen, zien ze hun kans schoon.

## Rolverdeling
| Acteur         | Personage                 |
| -------------- | ------------------------- |
| John Garfield  | Sergeant Joe Winocki      |
| John Ridgely   | Kapitein Mike Quincannon  |
| Gig Young      | Luitenant Xavier Williams |
| Arthur Kennedy | Luitenant Tommy McMartin  |
| Charles Drake  | Luitenant M.W. Hauser     |